# Lauro Mulà Vallejo
Lauro Mulà Vallejo (Barcelona, 10 d'octubre de 1956), és un exjugador de bàsquet català que jugava en la posició d'aler.
Es va formar com a jugador al Club Joventut Badalona, amb el que va debutar a la màxima categoria del bàsquet nacional la temporada 1973-74. Amb el Joventut es va proclamar campió de la Copa del Generalíssim la temporada 1975-76, i campió de lliga la 77-78. En els seus anys a la Penya també va ser subcampió de Copa (1974), així com semifinalista de la Copa Korac en dos ocasions (1976 i 1978), de la Recopa d'Europa (1977) i de la Copa espanyola (1977). Va jugar amb l'equip verd-i-negre fins al 1978, any en què va fitxar per l'Areslux Granollers, amb qui va disputar novament la Korac. El 1979 va fitxar pel Real Club Náutico de Tenerife, on va jugar dues temporades. Va tornar a Catalunya el 1981, i va jugar a l'Ebro Manresa fins al 1984.
Amb la selecció espanyola juvenil va ser medalla de plata al Campionat d'Europa d'Angri-73, així com al Campionat d'Europa júnior d'Orleans.